# Ierse Onafhankelijkheidsoorlog

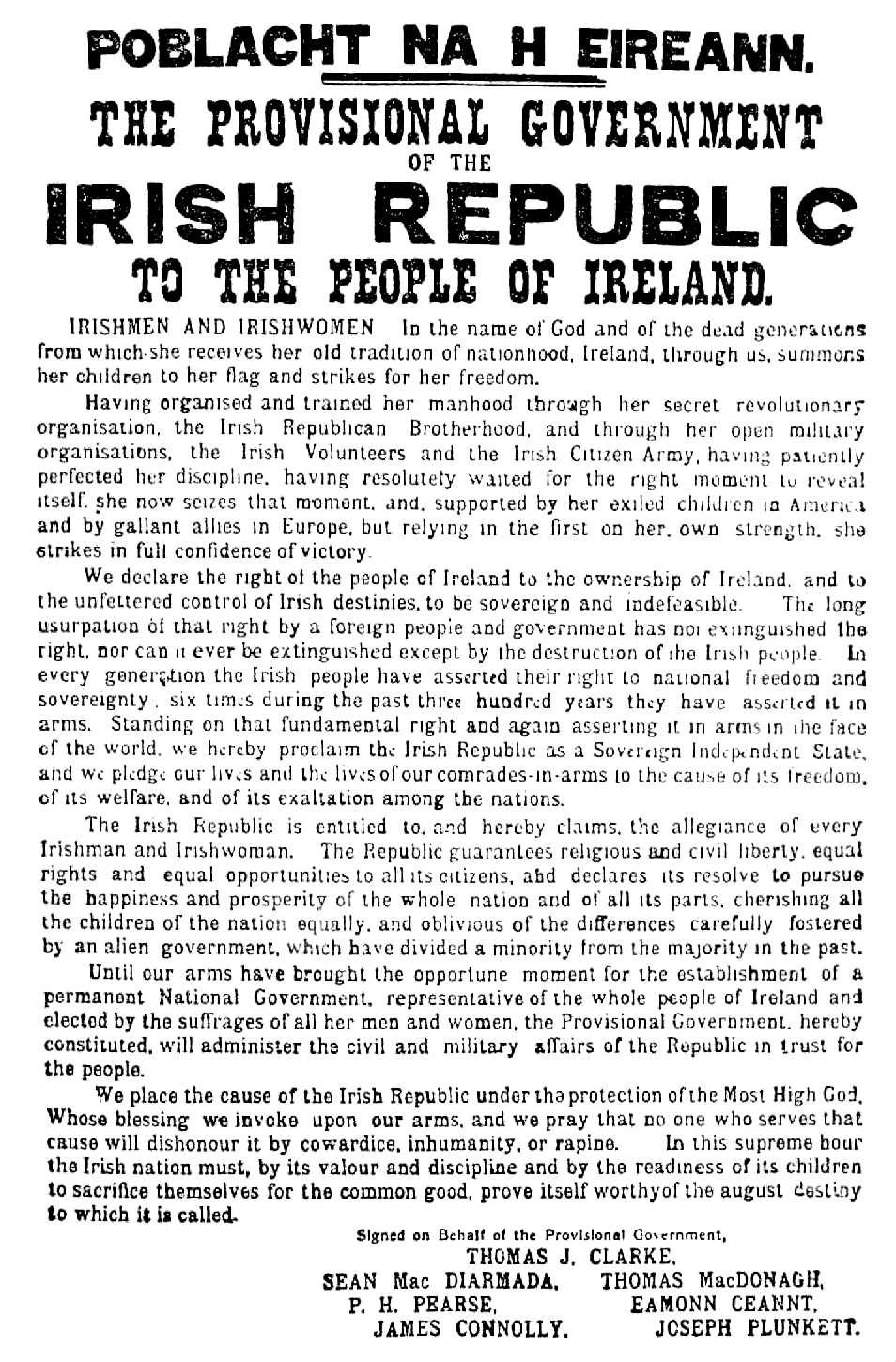
Ierse proclamatie uit 1916.

De Ierse onafhankelijkheidsoorlog is de naam die in Ierland wordt gegeven aan de strijd tussen de IRA en het Britse bestuur. De strijd begon na het bijeenroepen van de eerste Dáil door de leden van Sinn Féin die waren gekozen tijdens de verkiezingen in 1918. Zij weigerden zitting te nemen in het Britse parlement en kwamen samen in Dublin alwaar ze de republiek uitriepen. De strijd eindigde in december 1921 toen leidende Republikeinen een verdrag sloten met de Britse regering
In het begin van de 20e eeuw was er sprake van een radicalisering onder grote delen van de nationalisten in Ierland. Het streven naar autonomie, jarenlang het credo van de Ierse Parlementaire Partij, werd afgedaan als halfslachtige oplossing. Sinn Féin, oorspronkelijk voor een dubbel-monarchie naar Oostenrijks model, had zich ontwikkeld tot spreekbuis van het republicanisme, vooral onder invloed van de Irish Republican Brotherhood (IRB).
Na het uitbreken van de Eerste Wereldoorlog zagen de meest radicale elementen mogelijkheden tot het beginnen van een opstand. Toen die opstand kwam bleek die weliswaar militair een catastrofe, maar politiek een keerpunt.
Het anti-Britse sentiment werd nog versterkt in april 1918. De Britse regering kondigde toen aan dat de algemene dienstplicht ook zou gaan gelden in Ierland. Hoewel grote aantallen Ieren in het Britse leger meevochten was het land tot dan uitgezonderd van de dienstplicht. De oorlogssituatie in het voorjaar van 1918 was voor Londen reden daarvan terug te komen. In de Britse propaganda was steeds benadrukt dat de oorlog werd gevoerd in het belang van de democratie en ter bescherming van kleinere landen, als België. Het verzet tegen de algemene dienstplicht in Ierland werd vooral aangewakkerd door de stelling dat de Ieren wel mochten vechten voor de vrijheid van België, terwijl die vrijheid hun zelf ontzegd werd.
Sinn Féin was de meest uitgesproken anti-Britse partij. Het verzet tegen de dienstplicht, dat ook gesteund werd door de Ierse bisschoppen, werd daardoor vooral gezien als een verdienste van Sinn Féin.
In reactie op dat verzet koos de Britse regering voor de harde lijn. Er werd een nieuwe onderkoning benoemd, Lord French. Meerdere kopstukken van Sinn Féin werden gearresteerd. Dat die arrestaties aanstaande waren was bekend bij de partij. De meer politiek gerichte leiders, als Éamon de Valera lieten het op een arrestatie aankomen omdat ze daarvan politiek gewin verwachtten. Daartegenover stond een groep, rond Michael Collins, die voor een militaire richting kozen. Deze groep wist arrestatie te voorkomen en werd daardoor binnen Sinn Féin dominanter.

## Verkiezingen en de eersteDáil
Direct na de afloop van de Eerste Wereldoorlog werden er in Groot-Brittannië parlementsverkiezingen gehouden. In Ierland betekenden die verkiezingen voor Sinn Féin de kans om aan te tonen dat het land rijp was voor zelfstandigheid. De uitslag van de verkiezingen toonde aan dat de partij daarin was geslaagd, 73 van de 106 Ierse zetels gingen naar Sinn Féin. Vrijwel alle zetels buiten Ulster waren naar de partij gegaan.
De gekozen leden hadden voorafgaand aan de verkiezingen allen kenbaar gemaakt dat zij hun zetel in Westminster niet zouden innemen. In plaats daarvan kwamen zij bijeen in Dublin als Dáil Éireann. Daarbij werden ook alle andere gekozenen uitgenodigd, maar die bedankten voor de eer.
Binnen Sinn Féin was een belangrijke groep die de strijd langs politieke weg wilde voortzetten. Zij wilden de Republiek uitroepen en hoopten op erkenning op de Vredesconferentie van Versailles. Daartegenover stonden mensen als Michael Collins die ervan uitgingen dat slechts via een gewapende strijd onafhankelijkheid bereikt kon worden. Omdat de leider van de politieke richting, Éamon de Valera, veel afwezig was, hij probeerde in de Verenigde Staten steun te verwerven, had Collins grotendeels vrij spel.

## Guerrilla
Tegelijk met het bijeenkomen van de Dáil begon de gewapende strijd. Michael Collins speelde hierin een centrale, bepalende rol. Formeel was hij minister van Financiën van de uitgeroepen Republiek. Feitelijk was hij dé strateeg van de IRA. Zijn eerste doel was het uitschakelen van het Britse bestuur, vooral op het platteland. Zijn grootste probleem daarbij was dat het idee van een gewapende strijd niet op veel steun kon rekenen. Collins gokte er echter op dat de stemming zou omslaan zodra de Britten zouden reageren.
Sinn Féin beschikte al jarenlang over een eigen paramilitaire groepering die bekendstond onder de naam de Volunteers. De radicalere nationalisten beschikten over een eigen organisatie de Irish Republican Brotherhood, de leden hiervan sloten zich aan bij de Volunteers, maar volgden daarbinnen wel hun eigen agenda. In het verloop van de strijd werden de Volunteers, met inbegrip van de IRB door de bevolking gezien als het leger van de door Sinn Féin uitgeroepen republiek en derhalve aangeduid met Irish Republican Army (IRA), het 
Iers Republikeins Leger.
Het Republikeinse leger beschikte echter nauwelijks over wapens. Dat het leger in een open, traditionele oorlog, geen partij zou zijn voor het Britse leger was volstrekt duidelijk. Collins koos daarom voor kleinschalige acties die gericht waren tegen de Royal Irish Constabulary (RIC). Zijn doelstelling daarbij was tweeledig. Enerzijds wilde hij door het aantasten van het politiekorps het Britse gezag, vooral op het platteland, aantasten. Anderzijds rekende hij erop dat de reacties van de Britten dusdanig zouden zijn dat deze de afkeer van het Britse bestuur zouden versterken.